# Forell (westfälisches Adelsgeschlecht)

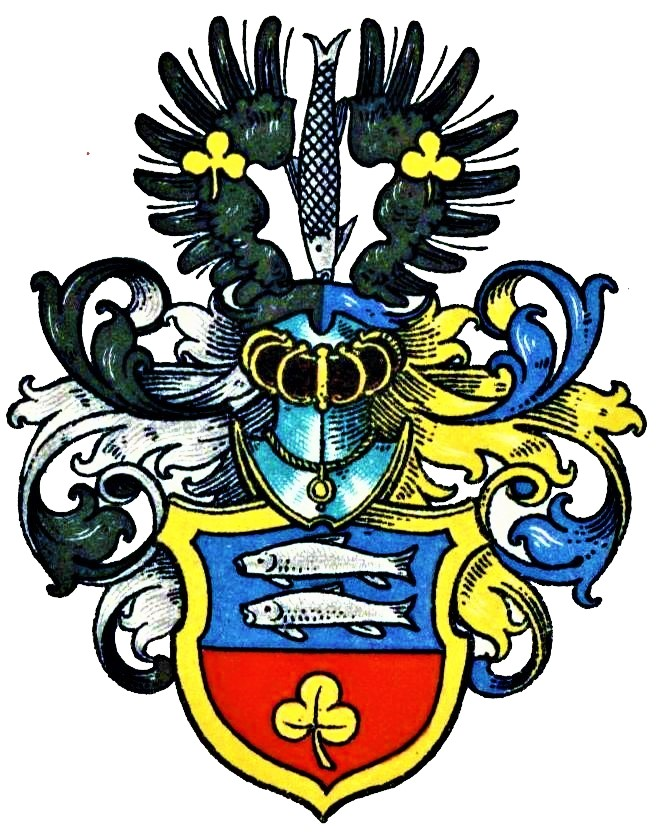
Wappen derer von Forell im Wappenbuch des Westfälischen Adels

Forell ist der Name eines westfälisch-preußischen Adelsgeschlechts.
Die Familie ist von dem gleichnamigen, aber wappenverschiedenen, nicht-verwandten schweizerisch-preußischen Adelsgeschlecht Forell zu unterscheiden.

## Geschichte
Das hier behandelte Geschlecht stammt ursprünglich vom Niederrhein. Der Landsyndikus Johann Peter Wilhelm Forell wurde mit Diplom vom 10. Juli 1803 von König Friedrich Wilhelm III. in den Adelsstand des Königreichs Preußen erhoben. Johann Peter Wilhelm von Forells Sohn, der Oberlandessyndikus und preußische Hauptmann a. D. Johann Christian August Friedrich von Forell (1777–1846), war mit Adolfine Karoline Wernerdine Friederike Freiin von Paland-Osterveen (1780–1853) verheiratet, eine Tochter der letzten geborenen von Strünkede, Sophie Charlotte Louise Henriette von Strünkede-Crudenburg. Dadurch fiel 1810 Schloss Strünkede im Vest Recklinghausen an die Familie Forell.

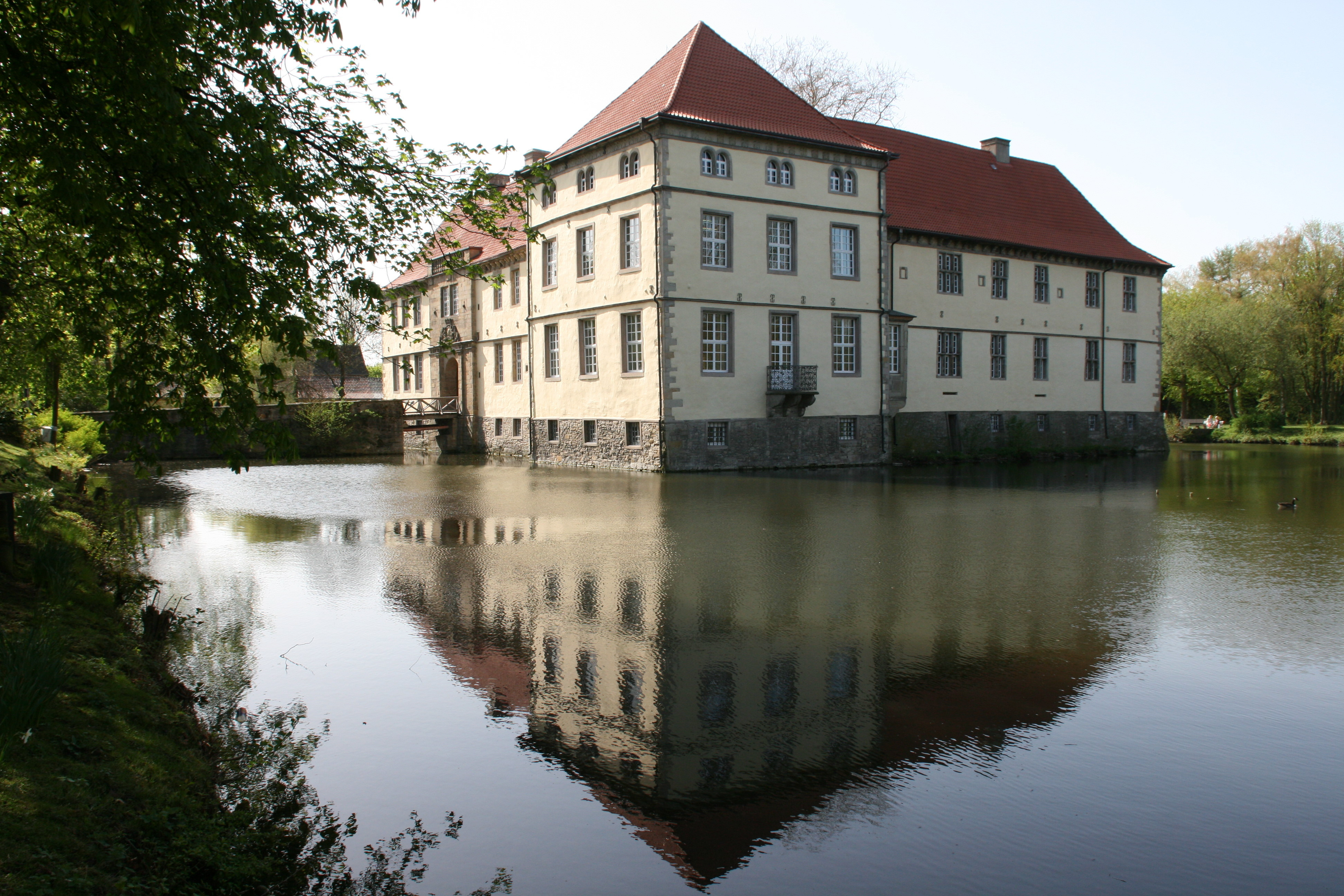
Schloss Strünkede, Blick von Südosten (2011)
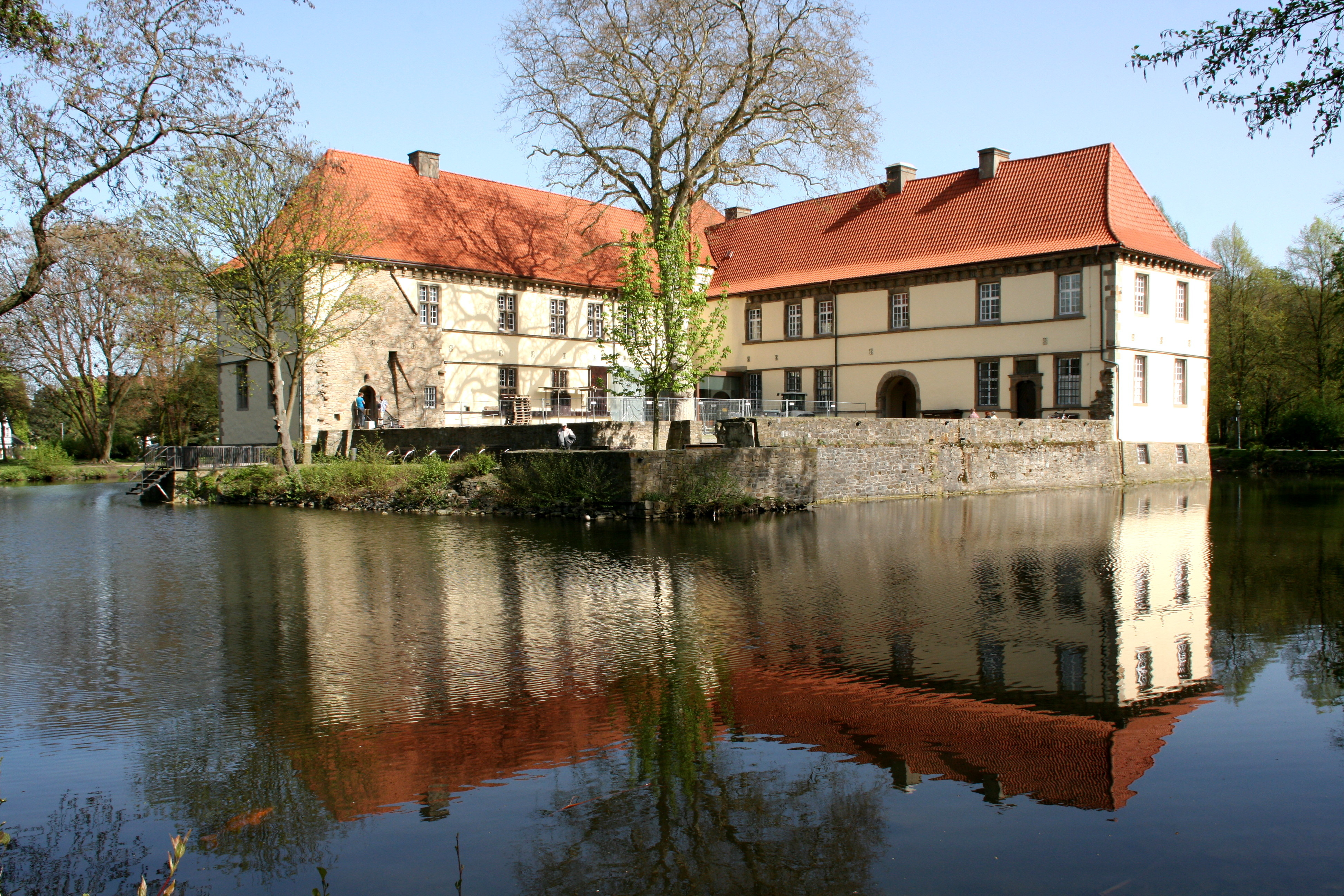
und von Nordwesten (2011)
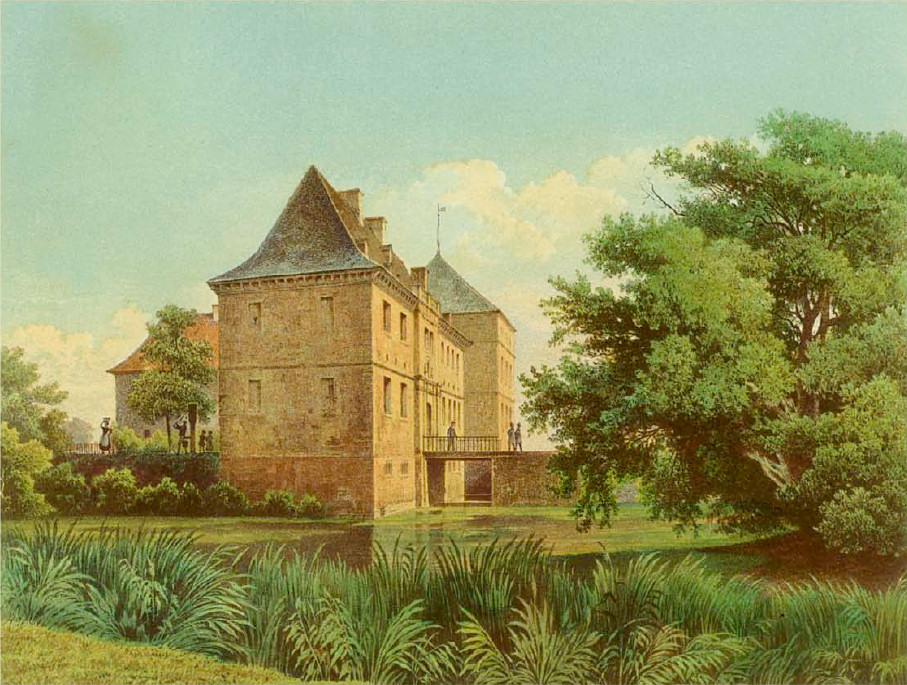
Schloss Strünkede um 1860, Sammlung Alexander Duncker
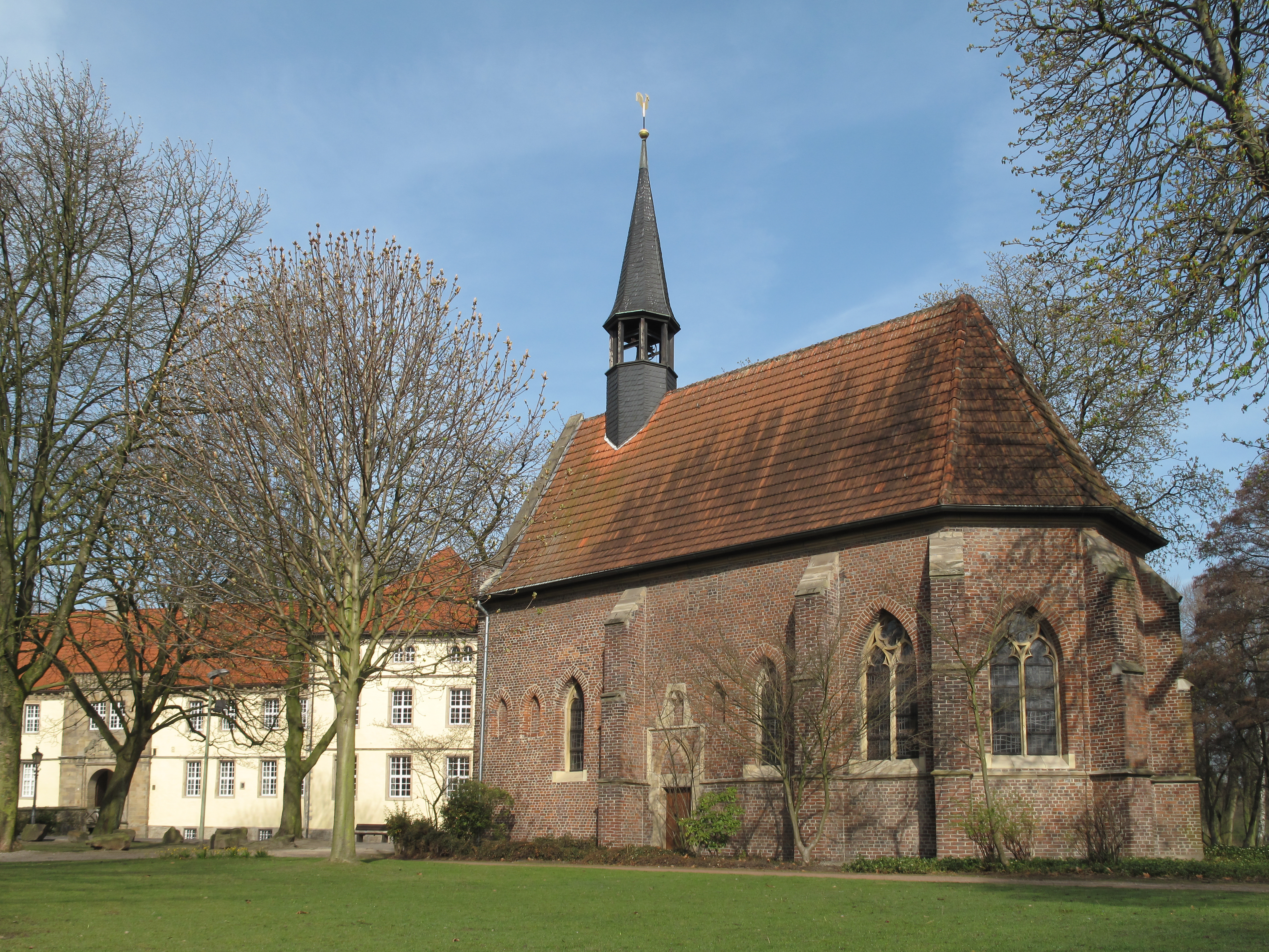
Schlosskapelle mit Schloss im Hintergrund

Die Eheleute Forell-Paland hatten zwei Söhne: Friedrich von Forell (1811–1872) und August von Forell (1813–1891). Letzterer heiratete 1860 Elvire Reußner (1839–1870) und nach deren Tod Josephine Nestler (* 1833). Beiden Ehen blieben kinderlos. Friedrich von Forell heiratete 1844 Bertha Johanna Friederike Batz (1826–1899). Die Eheleute hatten drei Söhne. Unter ihnen verfiel das Schloss Strünkede, bis es unbewohnbar war. 1896 errichtete die Familie nahe der Schlosskapelle eine Villa, heute Sitz der Städtischen Galerie im Schlosspark Strünkede. Schloss Strünkede wurde 1900 an die Harpener Bergbau-Gesellschaft veräußert.

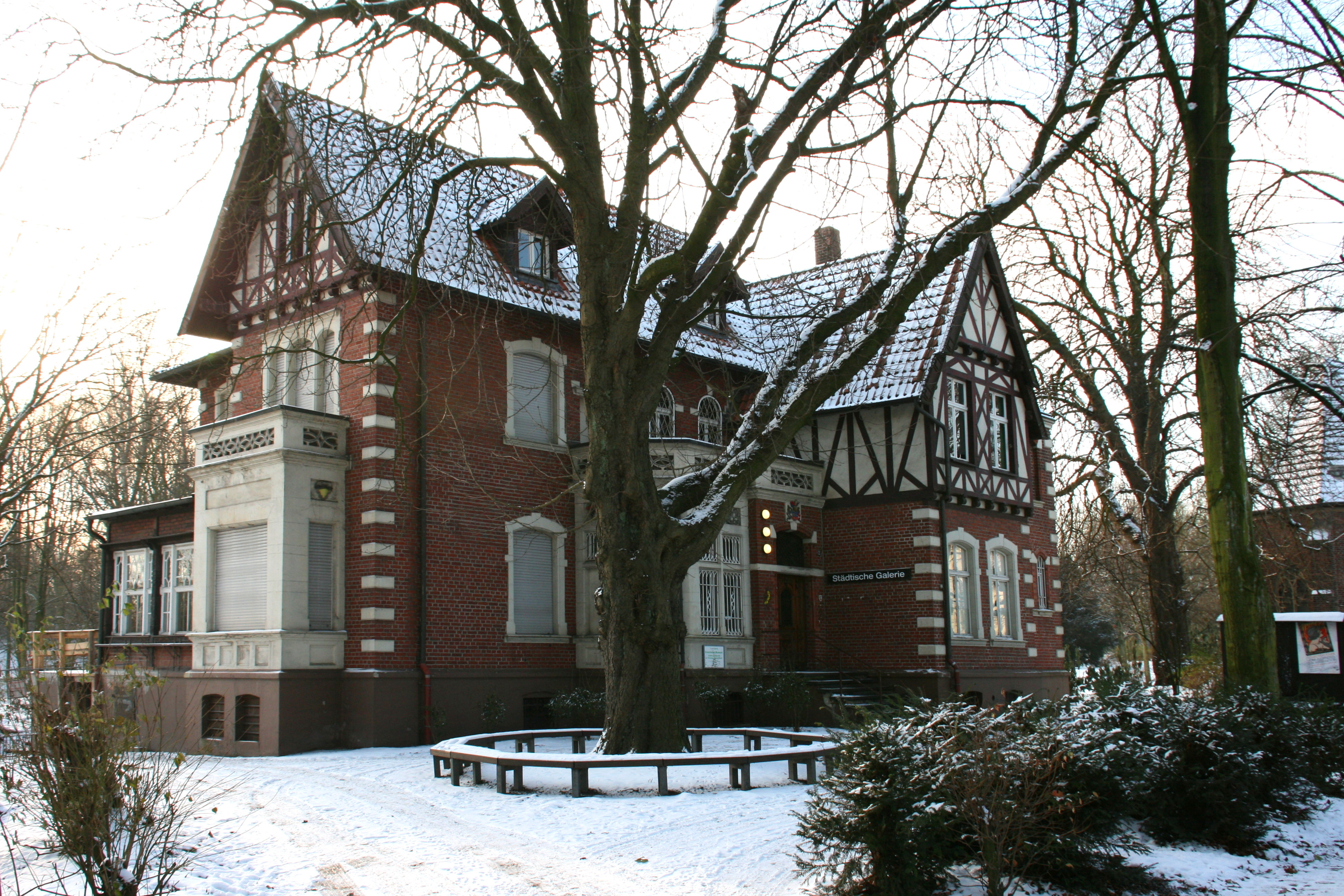
Villa Forell, Frontansicht
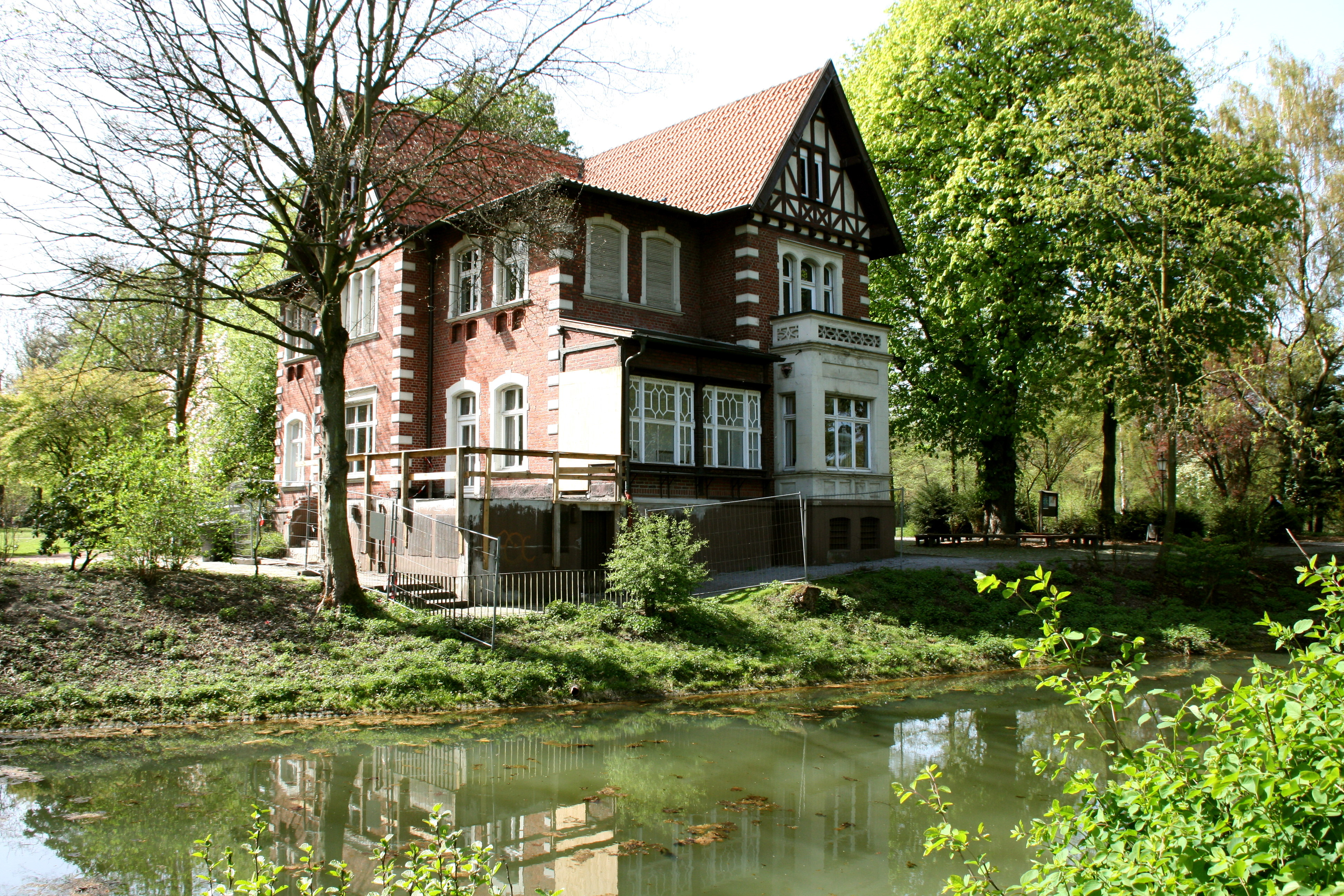
Villa Forell, Seitenansicht
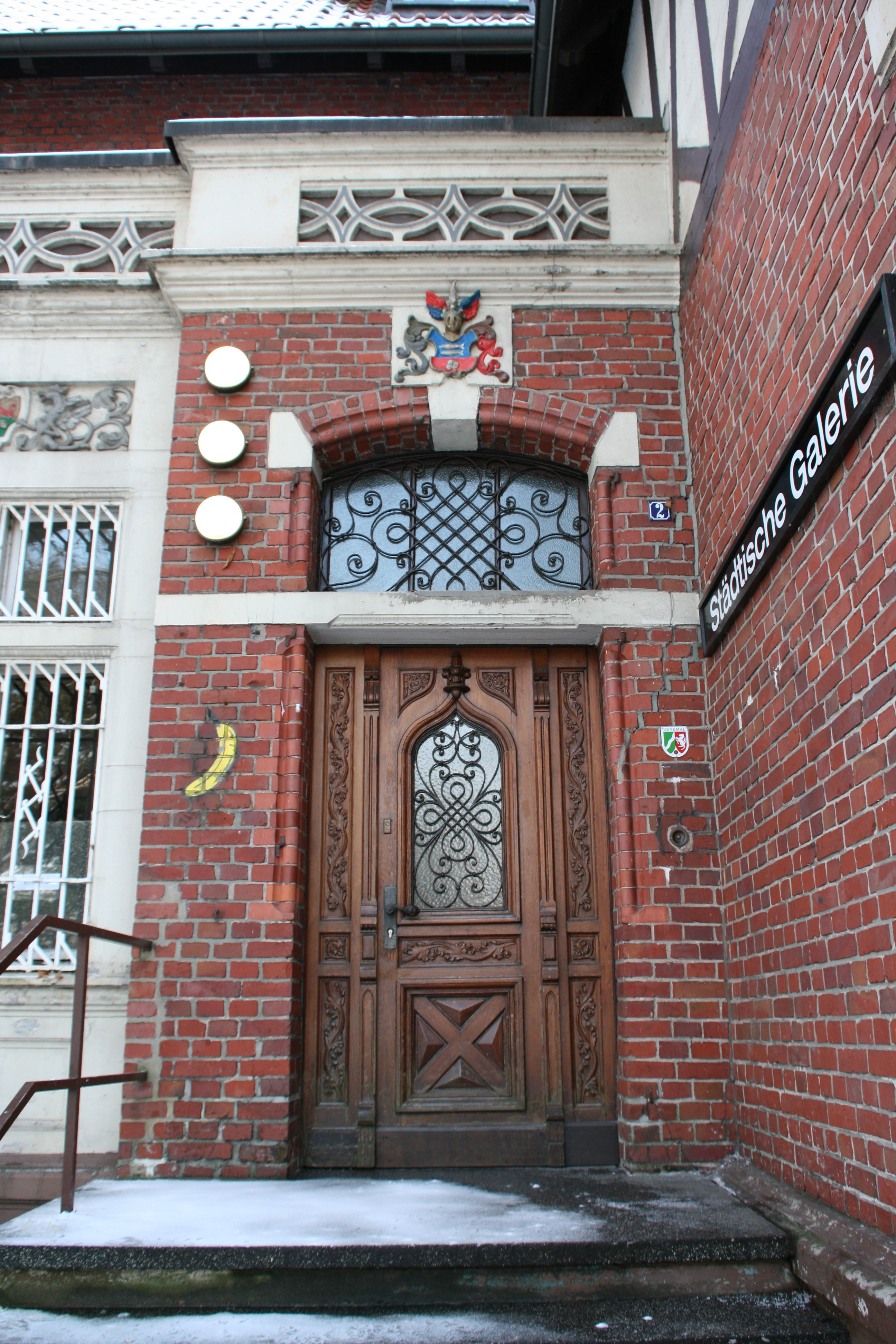
Villa Forell, Eingangsportal mit Wappen derer von Forell
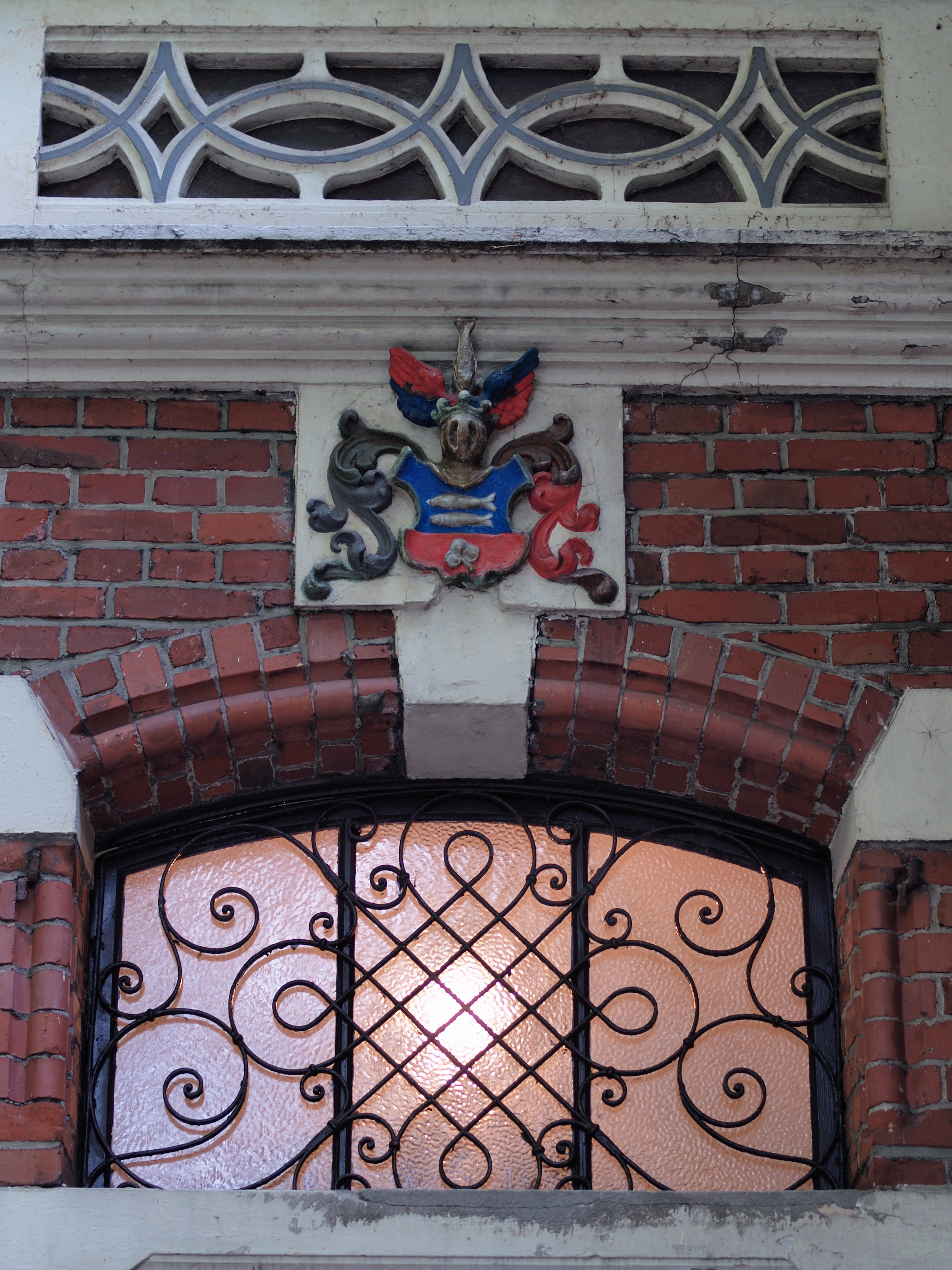
Wappen der Familie von Forell über dem Eingang der Villa Forell

Im Dreieck zwischen dem heutigen Strünkede-Stadion, dem Westring und der Forellstraße findet sich bis heute das Denkmal der Familie von Forell. Es handelt sich um einen Obelisken, der bis in die 1960er Jahre von einer Urne bekrönt war. Der Obelisk stand ursprünglich etwa 20 Meter südlich. Dort lag die Familiengrablege der Familie von Forell.

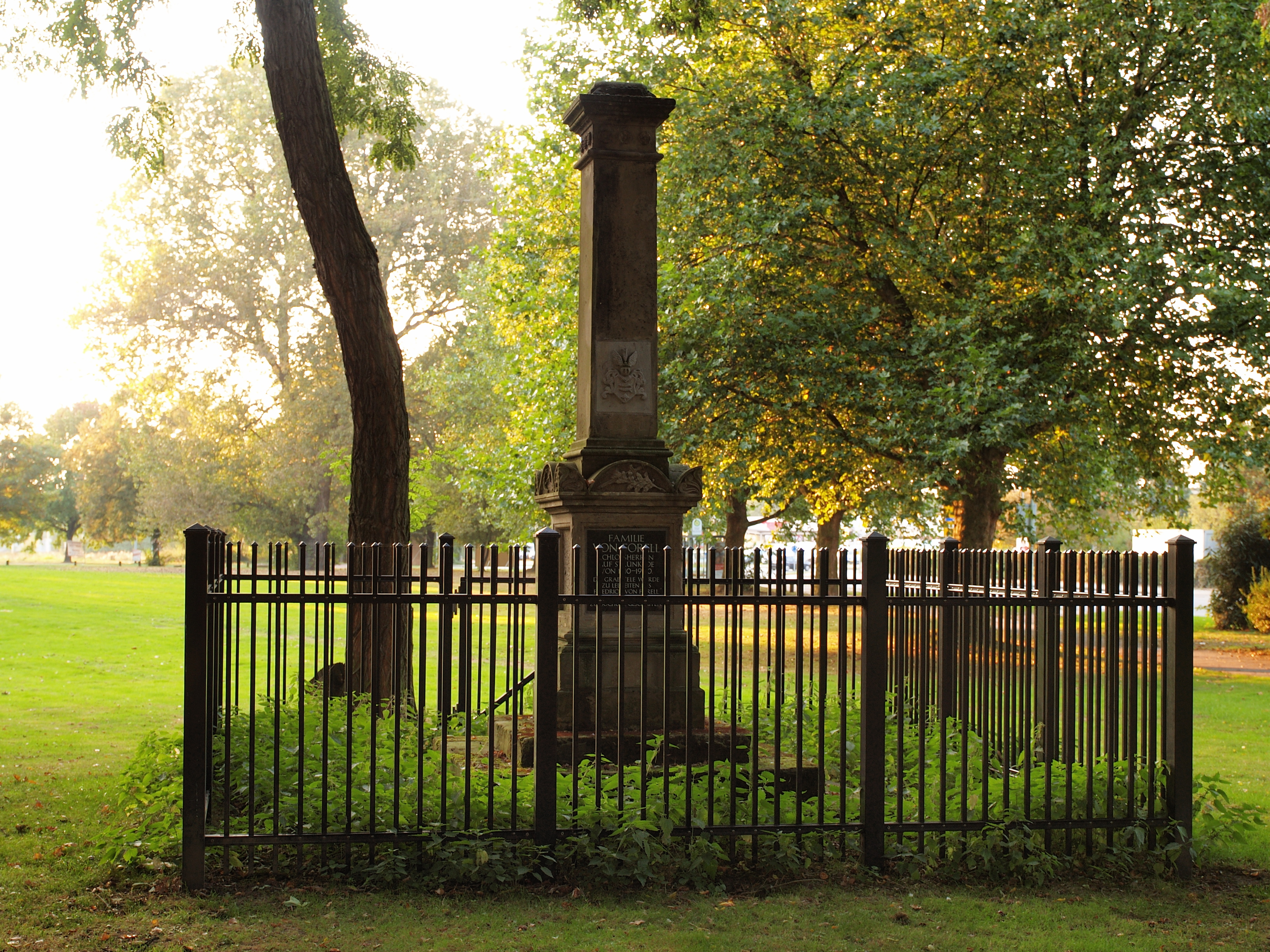
um 1870 angelegtes Erbbegräbnis (2009)
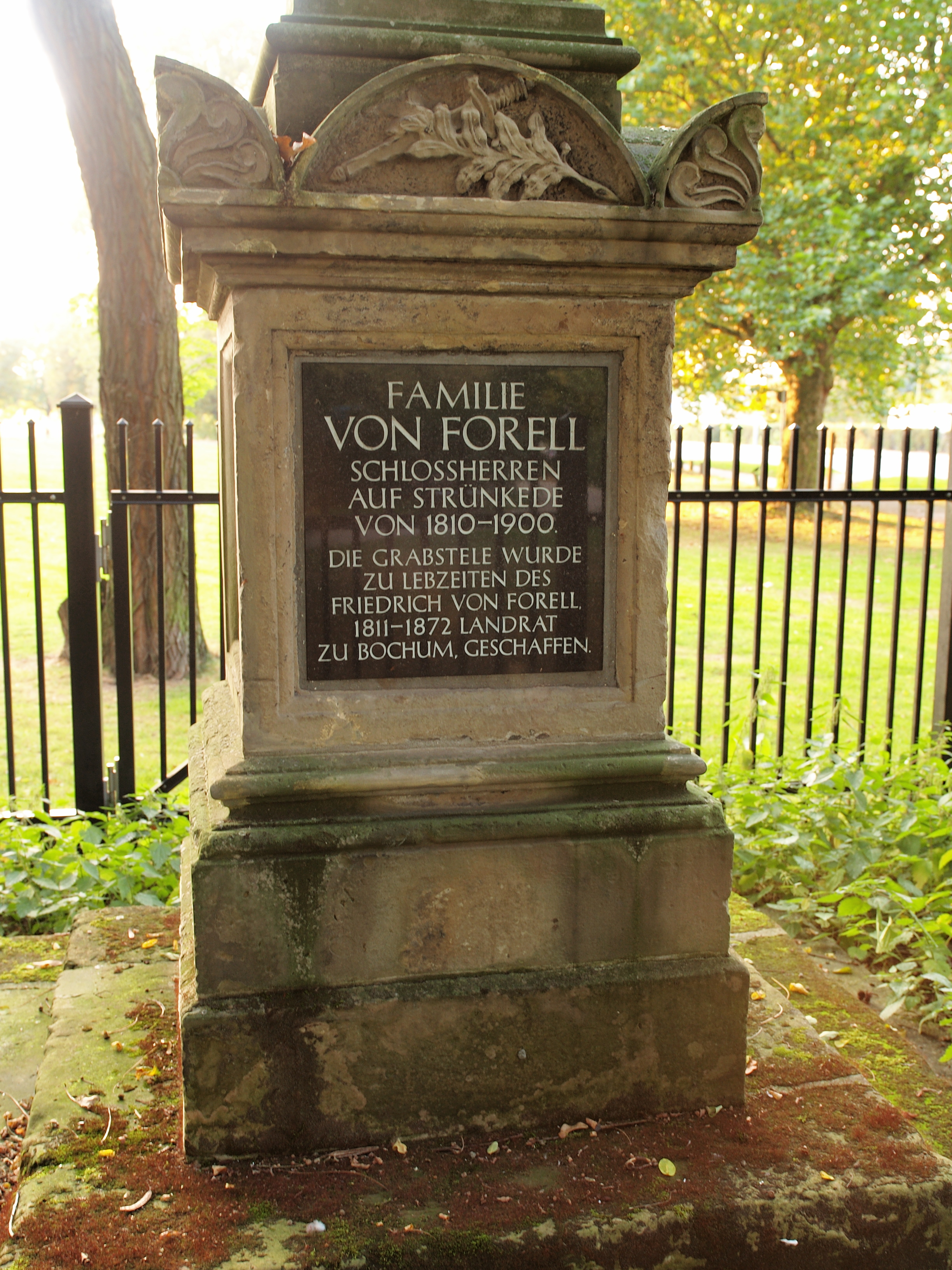
Erbbegräbnis – Detail (2009)

Die Familie blühte noch Anfang des 20. Jahrhunderts.

## Persönlichkeiten
- August von Forell (1813–1891), preußischer Generalmajor und Inspekteur der 5. Festungs-Inspektion
- Friedrich von Forell (1811–1872), preußischer Landrat
- Fritz von Forell (1893–1991), Oberst, Militärschriftsteller[7]
- Dagmar von Gersdorff geb. von Forell (* 1938), dt. Schriftstellerin

## Wappen
Blasonierung: Ein goldbordierter quergeteilter Schild, oben in Blau zwei silberne rechtsgewandte Fische untereinander, unten in Rot ein goldenes Kleeblatt. Auf dem Helm ein mit dem Kopf nach unten stehender silberner Fisch zwischen zwei schwarzen, je mit goldenen Kleeblatt (bzw. Kleestengel) belegten Flügeln. Die Helmdecken sind rechts schwarz-silbern, links blau-golden.